# HMS Forth (P222)
El HMS Forth (P222) es un patrullero de la clase River de la Marina Real británica. Desde enero de 2020, ha sido asignado como patrullero de las Islas Malvinas.
En 2022 participó de la revista naval llevada a cabo en la bahía de Guanabara (Río de Janeiro) por motivo del Bicentenario de Brasil junto a naves brasileras y de otros países.